# Baliza de Sancti Petri
La baliza de Sancti Petri se halla en la isla de Sancti Petri situada en el término municipal de San Fernando (Cádiz, España).

## Historia
Dentro del sistema defensivo costero, la isla se fortificó hacia 1610, mejorándose las instalaciones de la fortaleza durante el siglo XVIII. El 28 de octubre de 1918 se instaló un aparato eléctrico sobre la torre del homenaje del arruinado castillo. La señal que emite no solo baliza la isla, sino que sirve de recalada al canal.